# Speotarus
Speotarus is een geslacht van kevers uit de familie van de loopkevers (Carabidae). De wetenschappelijke naam van het geslacht is voor het eerst geldig gepubliceerd in 1964 door Moore.

## Soorten
Het geslacht Speotarus is monotypisch en omvat slechts de volgende soort:
- Speotarus lucifugus Moore, 1964